# Belle Plaine (Minnesota)
Belle Plaine è una città degli Stati Uniti d'America, situata in Minnesota, nella Contea di Scott.